# Station Nowy Sącz Chełmiec
Station Nowy Sącz Chełmiec is een spoorwegstation in de Poolse plaats Nowy Sącz.